# マウンテンブック
マウンテンブックは、日本の夫婦お笑いコンビ。TWIN PLANET所属。2020年結成。

## メンバー
- 山本 ゆずき（やまもと ゆずき、1982年4月6日 - ）
  - 本名は山本 譲城（読み同じ）。
  - 埼玉県鶴ヶ島市出身。血液型はB型。スクールJCA13期生。
  - 中学時代は陸上部に所属。県大会1500ｍ決勝出場。大東文化大学第一高等学校・陸上部で主務を務める。
  - 大学4年生時に就職活動代わりにプロダクション人力舎のお笑い養成所スクールJCAに入学。同期には三四郎、モグライダー・ともしげ、元うしろシティの阿諏訪泰義がいる[要出典]。
  - 前コンビのハッピーエンド時代に、キングオブコント準決勝進出。R-1グランプリ準決勝進出。2021年にR-1クラシックにも出場している。
  - ヒッチハイクを趣味としており「1日あれば日本中どこでも行ける」と豪語している。なお、1996年には猿岩石凱旋ライブin西武球場（電波少年）では3万人の先頭に並んでいた。
  - 公募・応募を得意としており、お～いお茶新俳句大賞で佳作特別賞に選ばれ、ペットボトルに俳句が掲載されたことがある。
  - FM JAGAラジオCMアワードでは大賞を受賞した。その際の作品はCMとなり放送され、十勝毎日新聞に取材された。
  - 地元の鶴ヶ島市でG-1グランプリin鶴ヶ島という賞金100万円の大会の相談役とMCを務めていた。
  - 趣味はドラマ鑑賞。特技は鼻笛、息止め3分。ハーフマラソン、1時間23分。
- 山本 いずみ（やまもと いずみ、1982年8月28日 - ）
  - 本名は山本 泉（読み同じ、旧姓：南川）。
  - 岩手県九戸郡野田村出身。血液型はO型。山中企画放送作家セミナー13期生。
  - 中学時代はソフトテニス部に所属。高校時代は音楽部に所属。また生徒会副会長、応援団チアリーダー部部長を務めていた。
  - 大学時代はダンスサークルに所属。前コンビ123☆45の相方ヨーコとのダンスチーム「mix girls」で活動する。　　
  - 大学卒業後は、MC・コンパニオン事務所、モデル事務所に所属。2008年、26歳の時に山中企画放送作家セミナーを受講。山中伊知郎に芸人になることを勧められ芸人活動を始める。
  - ピンでネタをやる時には「いずみっくす」の名義で活動することもある。
  - 連続テレビ小説「あまちゃん」のロケ地の出身であり、当時は北三陸の情報を発信していた。
  - 前コンビでTHE W2019の決勝戦に進出[要出典]。123☆45活動時は方言を使ったネタや、田舎エピソードを披露していた。
  - 趣味は天体観測、植物観察、読書、お酒。
  - スローフードライフマイスターの資格を持ち、Instagramでスローライフとスローフード作りの楽しさを発信していた。
  - ミニマリストであり、自身の部屋にはちゃぶ台と布団しかない。
  - 特技はピアノ、東京案内（ツアーガイド経験あり）、ミシン。
  - 中学・高校の国語科教員免許を所持していた。居宅型保育士の基礎研修を修了、ベビーシッターの仕事をすることができる。

## 略歴
2020年11月11日、元ハッピーエンドの山本ゆずきと元123☆45のイズミの夫婦によるお笑いユニット「マウンテンブック」を結成。1日5分毎日配信のYouTubeラジオ「マウンテンブックの家ラジオ」を開始する。2021年8月28日、都内お笑いライブにてネタも披露。
2021年、2022年にM-1グランプリに出場し、2回戦に進出する。2023年10月頃、お互いの解散を機にコンビとしての本格活動を始める。M-1グランプリ2024準々決勝進出。

## 芸風
主に夫婦漫才。夫婦を設定としたコントも行う。その他、夫ゆずきが「エッティ山本」というキャラクターでフリップネタをすることもある。妻いずみがアシスタントやバックダンサーで登場する。
妻いずみの松嶋菜々子のモノマネを活かしたショートネタもある。

## 出演

### テレビ
- 内村のツボる動画（テレビ東京）
- 新婚さんいらっしゃい!（朝日放送）
- ウチ、断捨離しました!（BS朝日）
- IBC岩手放送70周年記念特番ホレホレ岩手お宝再発見（IBC岩手放送）
- 水曜日のダウンタウン「30-1グランプリ」コーナー（TBSテレビ）
- ダウンタウンのガキの使いやあらへんで!「山-1グランプリ」コーナー（日本テレビ）
- MXグランプリ(TOKYO MX)2024年5月25日放送、MXグランプリ５月ラウンドに出演

### ラジオ
- 神山浩樹ののびのびサタデー（IBCラジオ）
- ワイドステーション（IBCラジオ）

### 雑誌掲載
- 週刊新潮「結婚」
- 日経エンタテインメント!「お笑い新世代最旬事情」

### 新聞掲載
- 東京スポーツ「女芸人馬鹿売れ前夜」

### ライブ
- ツイプラ芸人ライブ
- ラ・ママ新人コント大会
- ちょっと昭和なヤングたち